# Ňasko
Ňasko nazývané v češtině v době existence protektorátu Njasko (anglicky Nyasaland), nebo také Njaský protektorát (anglicky Nyasaland Protectorate), byl britský protektorát v africkém vnitrozemí, který byl ustanoven v roce 1907, když byl rozpuštěn starší protektorát Britská střední Afrika. Od roku 1964 se Ňasko jmenuje Malawi. Během existence protektorátu se obyvatelstvo několikrát pokusilo získat na Británii nezávislost, zejména díky snaze rostoucí inteligence, jež se do své země vracela ze studií v Evropě nebo USA.

## Historie Ňaska
Oblast střední Afriky byla v průběhu konce 19. století až do 60. let 20. století několikrát zreorganizována. Následující obrázek ho zachycuje.
Z horské oblasti britské střední Afriky se v roce 1891 vyčlenil malý okres, aby se spojil s Ňaskou oblastí, která už byla pod nadvládou Britů, přesněji Cecila Rhodese a BSAC (British South Africa Company).
V roce 1893 se Ňaská oblast stala oficiálně součástí Britské střední Afriky.
Britská vláda v roce 1889 prohlásila oblast kolem jezera Nyasa za britský protektorát s nejasnými hranicemi. Njasko bylo v roce 1907 vyňat z kontroly BSAC a vráceno pod přímou britskou správu.
V roce 1915 černošský křesťanský duchovní John Chilembwe vedl povstání proti britské nadvládě. 
Mezi lety 1923-1930 se uvažovalo v radě protektorátu dát černým etnikům více práv, což vyvolalo reakci bílých osadníků; běloši byli proto mnohem vstřícnější k myšlence unie mezi oběma Rhodesiemi (Severní a Jižní) a Njaskem, která se uskutečnila až po skončení 2. sv. války a po dalších letech jednání, přesněji 1953.
V roce 1953 bylo celé území spojeno s územím Severní a Jižní Rhodesie do Federace Rhodesie a Ňaska.
V roce 1963 se Ňasko od Federace osamostatnilo a v roce 1964 vyhlásilo nezávislost jako Malawiská republika.

## Obyvatelstvo
Dle údajů ze sčítání lidu z roku 1911 žilo v Ňasku 969 183 domorodých obyvatel, 766 Evropanů a 481 Asiatů. V roce 1920 se počet Evropanů v zemi zvýšil na 1015 a Asiatů na 515. Dle odhadů žilo v té době v Ňasku až 1 226 000 obyvatel. Ve městě Blantyre žilo nejvíce Evropanů na jednom místě, až 300.

## Seznam guvernérů Ňaska
- Sir William Henry Manning: říjen 1907 – 1. května 1908
- Sir Alfred Sharpe: 1. května 1908 – 1. dubna 1910
- Francis Barrow Pearce: 1. dubna 1910 – 4. července 1910
- Henry Richard Wallis: 4. července 1910 – 6. února 1911
- Sir William Henry Manning: 6. února 1911 – 23. září 1913
- George Smith: 23. září 1913 – 12. dubna 1923
- Richard Sims Donkin Rankine: 12. dubna 1923 – 27. března 1924
- Sir Charles Calvert Bowring: 27. března 1924 – 30. května 1929
- Wilfred Bennett Davidson-Houston: 30. května 1929 – 7. listopadu 1929
- Shenton Whitelegge Thomas: 7. listopadu 1929 – 22. listopadu 1932
- Sir Hubert Winthrop Young: 22. listopadu 1932 – 9. dubna 1934
- Kenneth Lambert Hall: 9. dubna 1934 – 21. září 1934
- Sir Harold Baxter Kittermaster: 21. září 1934 – 20. března 1939
- Sir Henry C. D. Cleveland Mackenzie-Kennedy: 20. března 1939 – 8. srpna 1942
- Sir Edmund Charles Smith Richards: 8. srpna 1942 – 27. března 1947
- Geoffrey Francis Taylor Colby: 30. března 1948 – 10. dubna 1956
- Sir Glyn Smallwood Jones: 10. dubna 1961 – 6. července 1964